# Letheobia newtoni
Letheobia newtoni es una especie de serpientes de la familia Typhlopidae.

## Distribución geográfica
Es endémica de Santo Tomé y Príncipe.